# Ranger (Texas)
Ranger is een stad in Eastland County in de staat Texas in de Verenigde Staten. In 2000 stond het officiële aantal inwoners op 2.584. De op een na grootste werkgever van de stad is het Ranger College.

## Geografie
Volgens het Amerikaanse Volkstellingsbureau heeft de stad een totale oppervlakte van 18,5 km². Daarvan is 18,1 km² land en 0,3 km² (1,82%) is water.

## Demografie
Volgens de volkstelling in 2000 waren er 2.584 mensen, 989 huishoudens en 616 woningen in de stad. De bevolkingsdichtheid was 142.5 per km². Er waren 1.214 huisvestingen op een gemiddelde dichtheid van 67,0 per km². De rassensamenstelling van de stad was 84.83%: Blank (Amerikaanse volkstelling), 6,73% Afrikaanse Amerikanen (Amerikaanse volkstelling), 0,66% (Autochtone (Amerikaanse) volkstelling), 0,43% (Aziatische (Amerikaanse) volkstelling, 5,65% van andere rassen (rassentelling, andere rassen), 1,70% van twee of meerdere rassen (Latijns-Amerikanen of latino's) en 13,51% van de bevolking was van een ander soort ras.
Er waren 989 huishoudens waarvan 28,0% kinderen onder de 18 hadden die nog thuis woonden, 43,7% waren getrouwd of woonden samen, 14,7% had een vrouwelijk gezinshoofd zonder echtgenoot en waren er 37,7% alleenstaanden.

## Educatie
Ranger City staat in dienst van de Ranger Independent School District (Regio Onafhankelijke School, Ranger).

## Plaatsen in de nabije omgeving
De onderstaande figuur toont nabijgelegen plaatsen in een straal van 32 km rond Ranger.